# Eurimaco
Nella mitologia greca, Eurimaco (in greco Ἐυρύμαχος Eurǜmakhos) è il nome di diverse figure leggendarie:
- Nell'Odissea di Omero Eurimaco, figlio di Polibo, era uno dei capi dei proci che tentavano di ottenere la mano di Penelope. Era uno dei più ricchi e belli ("divino" viene definito in più di un'occasione), e considerato tra i favoriti nella competizione per ottenere la sua mano. Fu tra quelli che tentarono di tendere l'arco di Odisseo, e venne ucciso per mano di quest'ultimo.
- Uno degli sfortunati pretendenti alla mano di Ippodamia, che il padre Enomao aveva promesso in sposa a chi sarebbe riuscito a superarlo in una gara di cocchi. Sconfitto, Eurimaco fu il quarto a subire la tragica sorte riservata ai perdenti (decapitazione e affissione della testa sanguinante su un muro).
- Un difensore troiano, figlio di Antenore e di Teano, promesso sposo di Polissena.
- Un guerriero acheo, menzionato da Quinto Smirneo, giunto a Troia al seguito di Nireo ed originario di Sime, nel quale svolgeva la mansione di pescatore. Fu ucciso nel conflitto da Polidamante.
- Un combattente acheo che prese posto all'interno del cavallo di Troia, come racconta Quinto Smirneo.(al suo nome è intitolato l'asteroide 9818 Eurymachos)